# 徐炳松
徐炳松（1942年1月—），广东省台山市人，中华人民共和国政治人物。

## 生平
徐炳松长期在广西工作。1980年，他出任中共贵县（今贵港市）党委副书记，并于1985年升任贵县党委书记，直到1986年调离:170-172。以后又历任中共玉林地区党委副书记、行署专员，中共玉林地区党委书记，广西壮族自治区人民政府副主席等职务。
1998年5月23日，徐炳松因为贪腐被逮捕。1999年8月26日，南宁市中级人民法院以受贿罪判处徐氏无期徒刑，剥夺政治权利终身。之后他对判决不服，向广西壮族自治区高级人民法院提出上诉，同年12月30日，广西自治区高级法院驳回其上诉，维持一审原判，徐氏随即进入监狱服刑，现已释放。